# 三井東町
三井東町（みいひがしまち）は、岐阜県各務原市の地名。現行行政町名は三井東町一丁目から四丁目。

## 地理
各務原市の稲羽地区の西部（旧・更木村）に属する。
町域の東部は 那加官有地無番地（自衛隊岐阜基地）、西部は三井町、三井北町、南部は三井山町、北部は那加大東町、那加楠町である。
町域の西には新境川が流れる。
道路
- 国道21号（那加バイパス）
- 飛行場通り

## 歴史
1980年（昭和55年）、三井町のうち新境川の東の地域を中心にして三井東町が成立。

## 世帯数と人口
2024年（令和6年）10月1日現在の世帯数と人口は以下の通りである。
| 丁目           | 世帯数  | 人口  |
| -------------- | ------- | ----- |
| 三井町東一丁目 | 42世帯  | 110人 |
| 三井東町二丁目 | 19世帯  | 27人  |
| 三井東町三丁目 | 14世帯  | 36人  |
| 三井東町四丁目 | 74世帯  | 183人 |
| 計             | 149世帯 | 356人 |

## 小・中学校の学区
市立小・中学校に通う場合、学区は以下の通りとなる。
| 番・番地等 | 小学校                   | 中学校               |
| ---------- | ------------------------ | -------------------- |
| 全域       | 各務原市立那加第二小学校 | 各務原市立桜丘中学校 |

## 主な施設
- 各務原市水道事業庁舎
- 三井東町ふれあいセンター
- 協定グラウンド
- 各務原市民運動公園